# Kapelusz za sto tysięcy
Kapelusz za sto tysięcy – powieść dla młodzieży Adama Bahdaja z 1966 roku.
Podczas wakacji nad morzem „Dziewiątka”, główna bohaterka powieści, wpada na trop międzynarodowej afery szpiegowskiej oraz pomaga roztargnionemu wiolonczeliście odnaleźć kapelusz, który okazuje się być wart tytułowe sto tysięcy. W śledztwie pomaga jej także kolega i ornitolog - Maciek oraz jego babcia. 
Na motywach książki powstał odcinek popularnego serialu telewizyjnego Podróż za jeden uśmiech.

## Bohaterowie
- Dziewiątka / Krysia Cuchowska – główna bohaterka książki, szef gangu z Saskiej Kępy. Będąc na wakacjach nad morzem wdała się w aferę tytułowego kapelusza.
- Walery Kolanko – wiolonczelista. Właściciel tytułowego kapelusza, w którym ukrył zwycięski kupon loterii, wart 100 tysięcy złotych.
- Goguś / Wiesław Kardasiewicz – przystojny, elegancki mężczyzna, jeden z podejrzanych Dziewiątki. Na koniec okazało się, że było dwóch Gogusiów i obaj byli złodziejami-sobowtórami.
- Profesor Barabasz – sławny chemik, zaprzyjaźniony z panem Walerym. Wynalazł wzór na substancję twardszą od żelaza.
- Maciek – nastolatek, którego Dziewiątka poznała nad morzem, miłośnik ptaków. Pomagał jej w rozwiązaniu zagadki.
- Kaleka – chemik, złodziej. Chciał ukraść wzór profesora Barabasza i przypisać go sobie. Był mężczyzną udającym kalekę.
- Pani Monika – atrakcyjna kobieta, złodziejka i wspólniczka Kaleki. Udawała, że jest aktorką.

## Edycje
- 1966: Nasza Księgarnia, ilustrował Ignacy Witz, Warszawa
- 1969: Nasza Księgarnia, ilustrował Ignacy Witz, Warszawa
- 1972: Nasza Księgarnia, ilustrował Ignacy Witz, Warszawa, 239 ss.
- 1978: 226 ss.
- 2015: Wydawnictwo Literatura, Łódź, 216 ss.
- 2016: jako tom 22. serii Klub książki przygodowej wydawanej przez Wydawnictwo Edipresse-Kolekcje, Warszawa 2016 ss. 232 ISBN 978-83-7989-768-1